# Хілдсбург
Хілдсбург (англ. Healdsburg) — місто (англ. city) в США, в окрузі Сонома штату Каліфорнія. Населення — 11 340 осіб (2020).
Хілдсбург є комерційним центром півночі округу Сонома, а також одним з виноробних регіонів Північної Каліфорнії.
У сучасному Хілдсбурзі є історичні пам'ятники 19 століття, що привертає в місто численних туристів.

## Географія
Хілдсбург розташований за координатами 38°37′21″ пн. ш. 122°51′56″ зх. д. / 38.62250° пн. ш. 122.86556° зх. д. (38.622571, -122.865692).  За даними Бюро перепису населення США в 2010 році місто мало площу 11,56 км², з яких 11,54 км² — суходіл та 0,02 км² — водойми.

### Клімат
| Клімат : Хілдсбурґ    | Клімат : Хілдсбурґ | Клімат : Хілдсбурґ | Клімат : Хілдсбурґ | Клімат : Хілдсбурґ | Клімат : Хілдсбурґ | Клімат : Хілдсбурґ | Клімат : Хілдсбурґ | Клімат : Хілдсбурґ | Клімат : Хілдсбурґ | Клімат : Хілдсбурґ | Клімат : Хілдсбурґ | Клімат : Хілдсбурґ | Клімат : Хілдсбурґ |
| Показник              | Січ.               | Лют.               | Бер.               | Квіт.              | Трав.              | Черв.              | Лип.               | Серп.              | Вер.               | Жовт.              | Лист.              | Груд.              | Рік                |
| Середній максимум, °C | 13,9               | 17,2               | 19,4               | 22,2               | 25,6               | 29,4               | 31,7               | 31,1               | 30,0               | 25,6               | 18,9               | 14,4               | 23,3               |
| Середній мінімум, °C  | 3,3                | 4,4                | 5,6                | 6,7                | 8,9                | 10,6               | 11,1               | 11,1               | 10,0               | 8,3                | 5,6                | 3,3                | 7,4                |
| Норма опадів, мм      | 239                | 185                | 137                | 64                 | 28                 | 8                  | 0                  | 3                  | 10                 | 53                 | 130                | 193                | 1049               |
| --------------------- | ------------------ | ------------------ | ------------------ | ------------------ | ------------------ | ------------------ | ------------------ | ------------------ | ------------------ | ------------------ | ------------------ | ------------------ | ------------------ |
| Джерело: Weatherbase  |                    |                    |                    |                    |                    |                    |                    |                    |                    |                    |                    |                    |                    |

## Демографія
Згідно з переписом 2010 року, у місті мешкали 11 254 особи в 4378 домогосподарствах у складі 2827 родин. Густота населення становила 973 особи/км².  Було 4794 помешкання (415/км²).
Расовий склад населення:
| - 74,1 % — білих - 1,8 % — корінних американців - 1,1 % — азіатів - 0,5 % — чорних або афроамериканців - 0,2 % — вихідців з тихоокеанських островів - 19,0 % — осіб інших рас |

До двох чи більше рас належало 3,4 %. Частка іспаномовних становила 33,9 % від усіх жителів.
За віковим діапазоном населення розподілялося таким чином: 22,6 % — особи молодші 18 років, 62,4 % — особи у віці 18—64 років, 15,0 % — особи у віці 65 років та старші. Медіана віку мешканця становила 40,8 року. На 100 осіб жіночої статі у місті припадало 96,5 чоловіків;  на 100 жінок у віці від 18 років та старших — 93,0 чоловіків також старших 18 років.
Середній дохід на одне домашнє господарство  становив 92 710 доларів США (медіана — 65 638), а середній дохід на одну сім'ю — 105 119 доларів (медіана — 75 885). Медіана доходів становила 55 113 долари для чоловіків та 53 627 доларів для жінок. За межею бідності перебувало 7,4 % осіб, у тому числі 10,3 % дітей у віці до 18 років та 4,7 % осіб у віці 65 років та старших.
Цивільне працевлаштоване населення становило 5432 особи. Основні галузі зайнятості: освіта, охорона здоров'я та соціальна допомога — 17,2 %, мистецтво, розваги та відпочинок — 15,3 %, виробництво — 12,1 %, науковці, спеціалісти, менеджери — 10,9 %.

## Історія
Перші поселення на місці сучасного Хілдсбург були побудовані індіанським народом допо біля річки Рашен-Рівер. Перші європейські поселення на цій місцевості з'явилися в середині 19 століття, коли 1836 року було створено англо-американське поселення біля річки Рашен-Рівер.
1857 року підприємець Хармон Зілд придбав ранчо Сотовем, яке було перейменовано в Хілдсбург. 1867 року поселення отримало статус міста.

## Відомі уродженці та жителі
- Ральф Роуз — американський легкоатлет, триразовий чемпіон та призер літніх Олімпійських ігор.
- Джек Сонні — колишній гітарист британського рок-гурта Dire Straits.